# Juan Morales (atleta)
Juan Morales Hechavarría (provincia de Santiago de Cuba, 12 de julio de 1948) es un atleta cubano retirado, especializado en la prueba de 4 x 100 m en la que llegó a ser subcampeón olímpico en 1968.

## Carrera deportiva
En los JJ. OO. de México 1968 ganó la medalla de plata en los relevos 4 x 100 metros, con un tiempo de 38.40 segundos, llegando a meta tras Estados Unidos que con 38.24 segundos batió el récord del mundo, y por delante de Francia, siendo sus compañeros de equipo: Hermes Ramírez, Pablo Montes y Enrique Figuerola.